# Innocentius XI
Innocentius XI, född Benedetto Odescalchi 16 maj 1611 i Como, död 12 augusti 1689 i Rom, var påve från den 21 september 1676 till sin död. Han saligförklarades 1956 med festdag 12 augusti.

## Biografi
Benedetto Odescalchi studerade först juridik, utsågs av Innocentius X 1645 till kardinaldiakon med Santi Cosma e Damiano som titelkyrka (1659 kardinalpräst av Sant'Onofrio), och blev sedan legat i Ferrara. 1650 utsågs han till biskop av Novara, men avgick sex år senare till förmån för sin bror Giulio, och återvände till Rom.
Han valdes den 21 september 1676 till påve. Omedelbart påbörjade han ett ivrigt reformarbete, gjorde slut på nepotismen, bringade jämvikt i finanserna och ordning och reda i förvaltningen, främjade en bättre utbildning för prästerna och sökte på alla sätt bidra till moralens höjande bland annat genom att ta till orda mot den probabilistiska etiken, vilket i förening med hans obenägenhet att fördöma Miguel de Molinos läror ådrog honom jesuiternas missnöje. 
Sin egentliga prägel fick Innocentius pontifikat genom kampen med Ludvig XIV. Från början gällde striden regalierätten, det vill säga kungens rätt till inkomsterna från lediga stift och att under sedisvakansen förfoga över de prebenden som hörde under biskopsstolen, en rätt som kungen ville utsträcka över hela Frankrike. Genom de fyra så kallade gallikanska propositionerna som antogs på Parissynoden 1681–1682 upprullades hela frågan om franska kyrkans förhållande till Rom och hävdade en självständig ställning för det franska prästerskapet. Påven svarade med att vägra viga gallikanska biskopar. Till dessa frågor kom sedermera den om upphävande av asylrätten av främmande sändebud som ackrediterats vid kurian. Allt som Ludvig XIV gjorde för katolicismen, bland annat genom att upphäva nantesiska ediktet 1685, kunde inte förmå Innocentius att ge efter i regaliefrågan och att erkänna Parissynodens beslut, och striden varade hela hans regeringstid. 
Kampen med Frankrike bestämde även Innocentius kyliga förhållande till Jakob II av England, men det är osäkert om det är sant som har påståtts att han direkt understött Vilhelm av Oraniens företag. Innocentius hör till den nyare tidens mest framstående påvar.

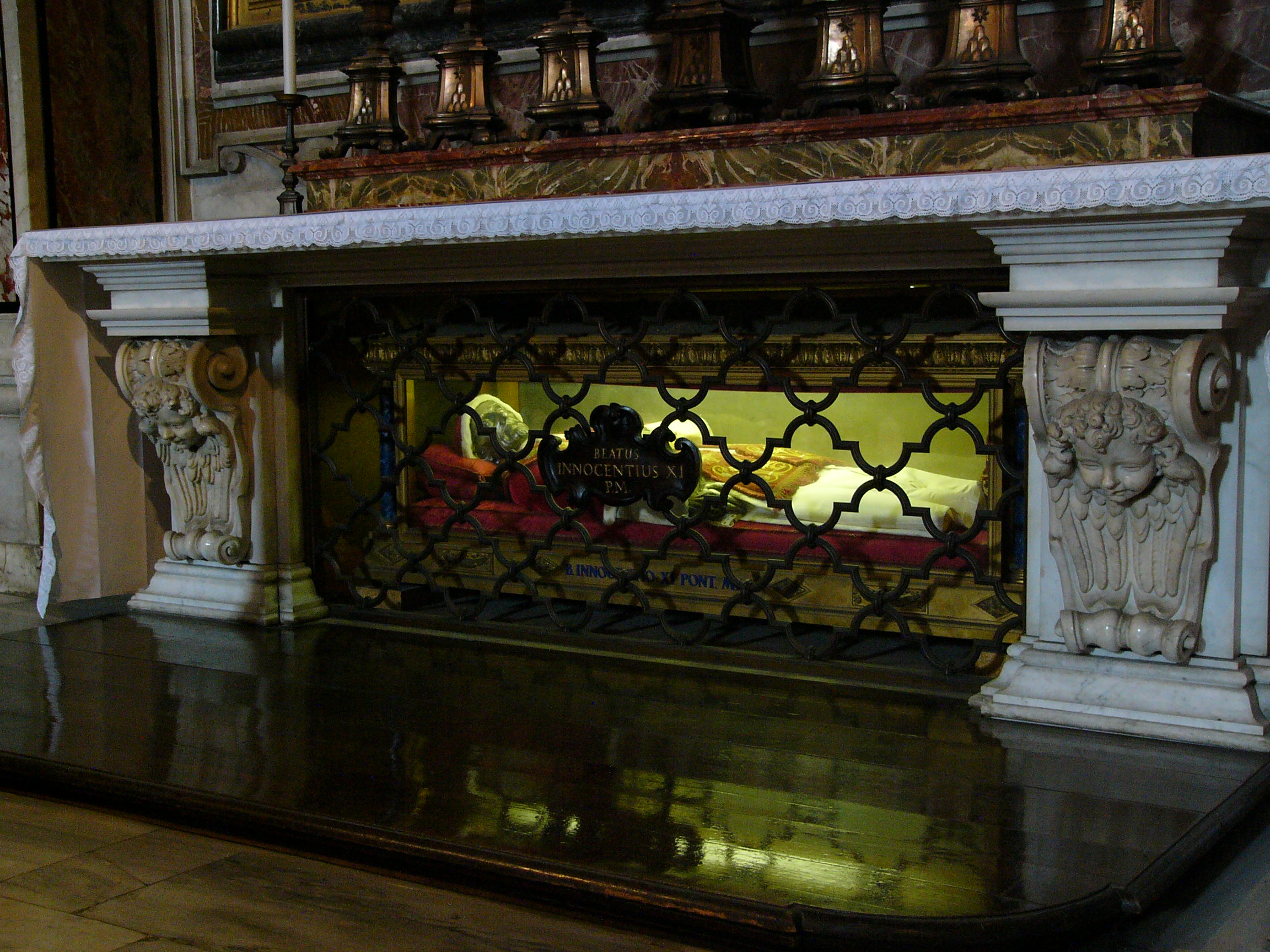
Innocentius XI:s grav i Peterskyrkan.

 Innocentius XI avled i augusti 1689, efter lång tids sjukdom. Han begravdes i Peterskyrkan, och hans gravmonument är skapat av den franske skulptören Pierre-Étienne Monnot. Kanoniseringsprocessen påbörjades 1714, men hävdes 1744 genom Frankrikes ingripande. Processen återupptogs på 1900-talet och han saligförklarades av Pius XII den 7 oktober 1956.

### Fotnoter
1. ↑  ”Rom den. 13 Augusti”. Ordinarie Stockholmiske Posttijdender:  s. 2. 2 september 1689. https://tidningar.kb.se/2979645/1689-09-02/edition/145134/part/1/page/2/.